# Vergelijking van Drake

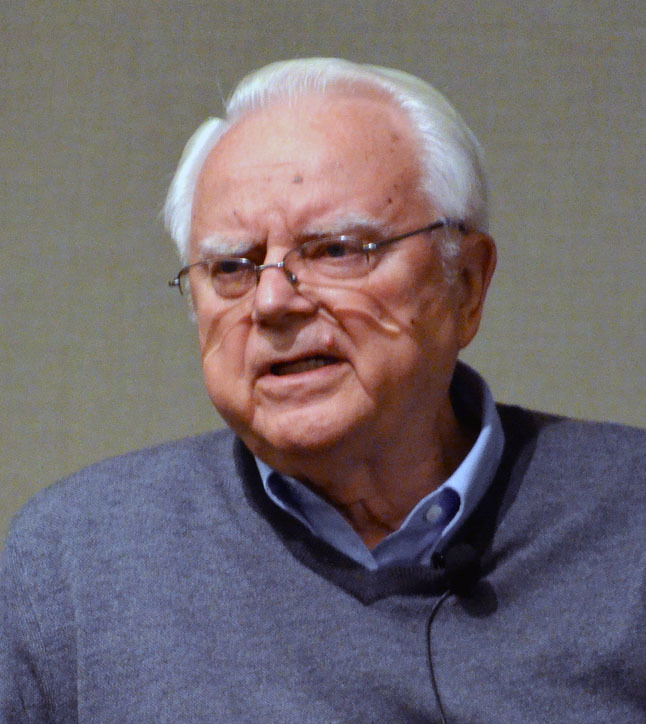
Frank Drake

De vergelijking van Drake is een wiskundige formule, die radioastronoom Frank Drake in 1961 opstelde. De formule schat het aantal intelligente beschavingen in het melkwegstelsel, die via radio met ons kunnen communiceren. Alle factoren die van invloed kunnen zijn op het ontstaan van intelligent leven staan in de formule.

## Formule
Een geactualiseerde versie van deze formule luidt als volgt :
{\displaystyle N=R^{*}~\times ~f_{p}~\times ~n_{e}~\times ~f_{l}~\times ~f_{i}~\times ~f_{c}~\times ~L}
met
R* = gemiddeld aantal sterren dat per jaar in het melkwegstelsel wordt gevormd (10 tot 40 per jaar)
fp = fractie van die sterren met planeten (wordt steeds meer geschat richting 100%)
ne = gemiddelde aantal Aarde-achtige planeten (in staat om leven te herbergen)
fl = fractie van die planeten, waar zich leven ontwikkelt
fi = fractie van die planeten, waar zich intelligent leven ontwikkelt
fc = fractie van die planeten, waar zich een technologie ontwikkelt (waaronder radiozenders)
L = gemiddelde levensduur van communicerende beschavingen in jaren.
De waarden van de meeste factoren zijn voorlopig onbekend. Zo variëren de schattingen voor fl tussen 0,00000000001 (1 op 100 miljard) en 1. Daarom is de waarde van de formule beperkt.
Volgens sommigen levert deze formule echter zelfs bij voorzichtige schattingen 10 tot 1000 communicerende beschavingen op, alleen al in het melkwegstelsel. Intelligent buitenaards leven valt dus niet uit te sluiten. Daarom bestaat er sinds de jaren 60 bij sommige wetenschappers de motivatie om daadwerkelijk naar buitenaardse radiosignalen te gaan zoeken. Deze wereldwijde speurtocht naar buitenaardse radiosignalen heet SETI ("Search for Extraterrestrial Intelligence").

## Kritiek
Als de vergelijking van Drake zegt dat er veel intelligent leven in de Melkweg aanwezig is, waarom heeft dit intelligent buitenaards leven zich dan nog niet kenbaar gemaakt? Deze zogenaamde Fermiparadox is vernoemd naar de Italiaans-Amerikaanse natuurkundige Enrico Fermi.
Volgens sommige onderzoekers is de formule van Drake alleen maar wensdenken en is de waarde eigenlijk nihil. Van de meeste factoren in de formule is nog steeds onduidelijk wat een realistische waarde is. Wel zijn voor een inschatting van de eerste factoren (zoals tempo van stervorming en het percentage aardachtige planeten bij sterren) wel steeds meer meetgegevens beschikbaar door de steeds geavanceerder wordende waarnemingsinstrumenten op Aarde en in de ruimte. Maar vooral van de laatste vier factoren is nog helemaal niets bekend en dat zal binnen afzienbare tijd ook niet veranderen. We weten niet hoe leven is ontstaan, dus is er alleen al over de factor fl eigenlijk niets te zeggen. Het blijkt dat voor ontstaan van leven een ongelofelijke hoeveelheid situaties en voorwaarden precies op elkaar afgestemd moet zijn. Als er maar één voorwaarde niet wordt vervuld, dan ontstaat er geen leven. Naast de mogelijkheid van het op meerdere planeten onafhankelijk van elkaar ontstaan van leven is er echter ook de mogelijkheid dat (een brokstuk van) een hemellichaam met leven op een ander hemellichaam terechtkomt en zo daar leven introduceert, bijvoorbeeld destijds van elders naar de Aarde (exogenese).